# Malkasten-Redoute

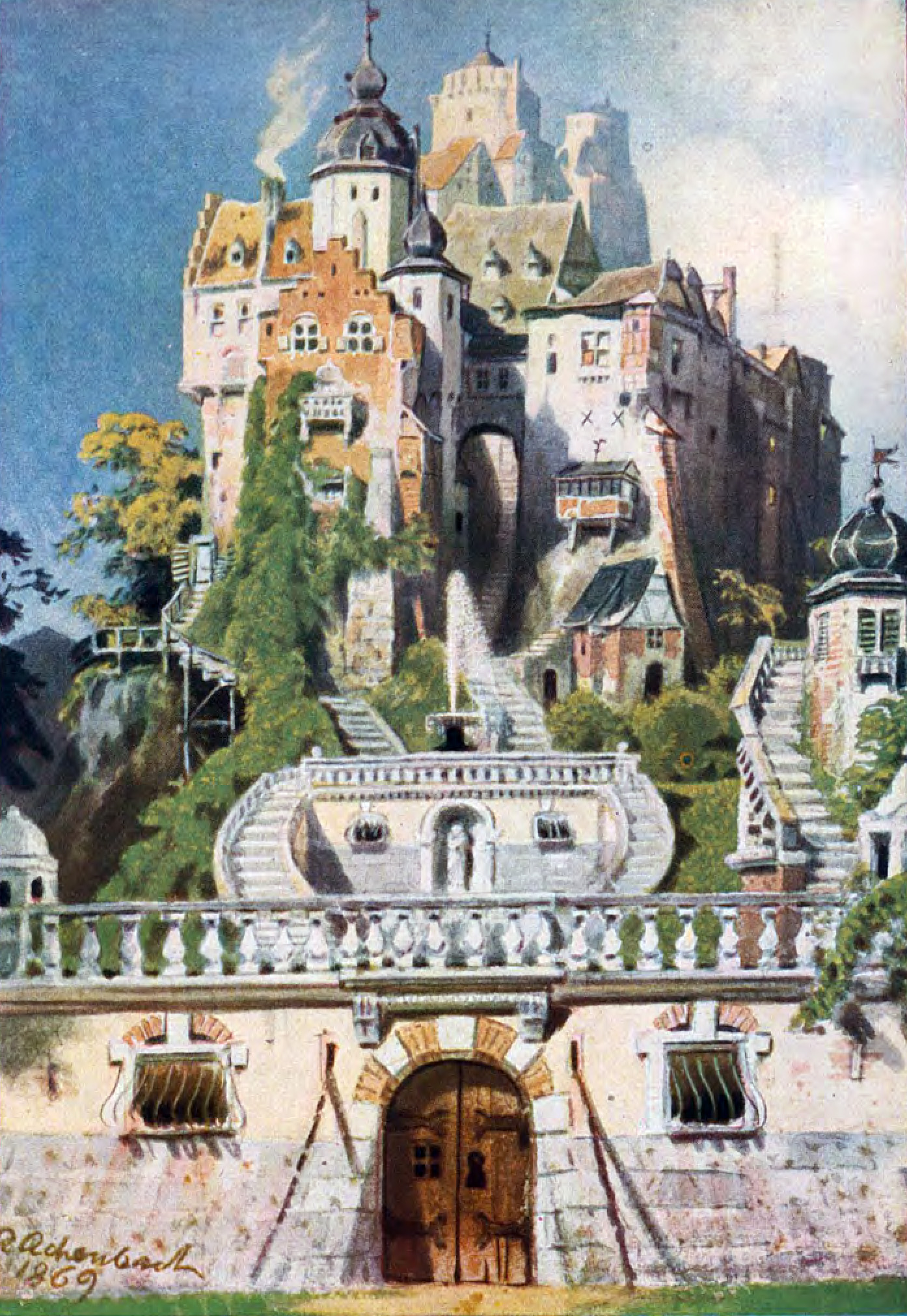
Andreas Achenbach: Entwurf Die Narrenburg zur Redoute 1869

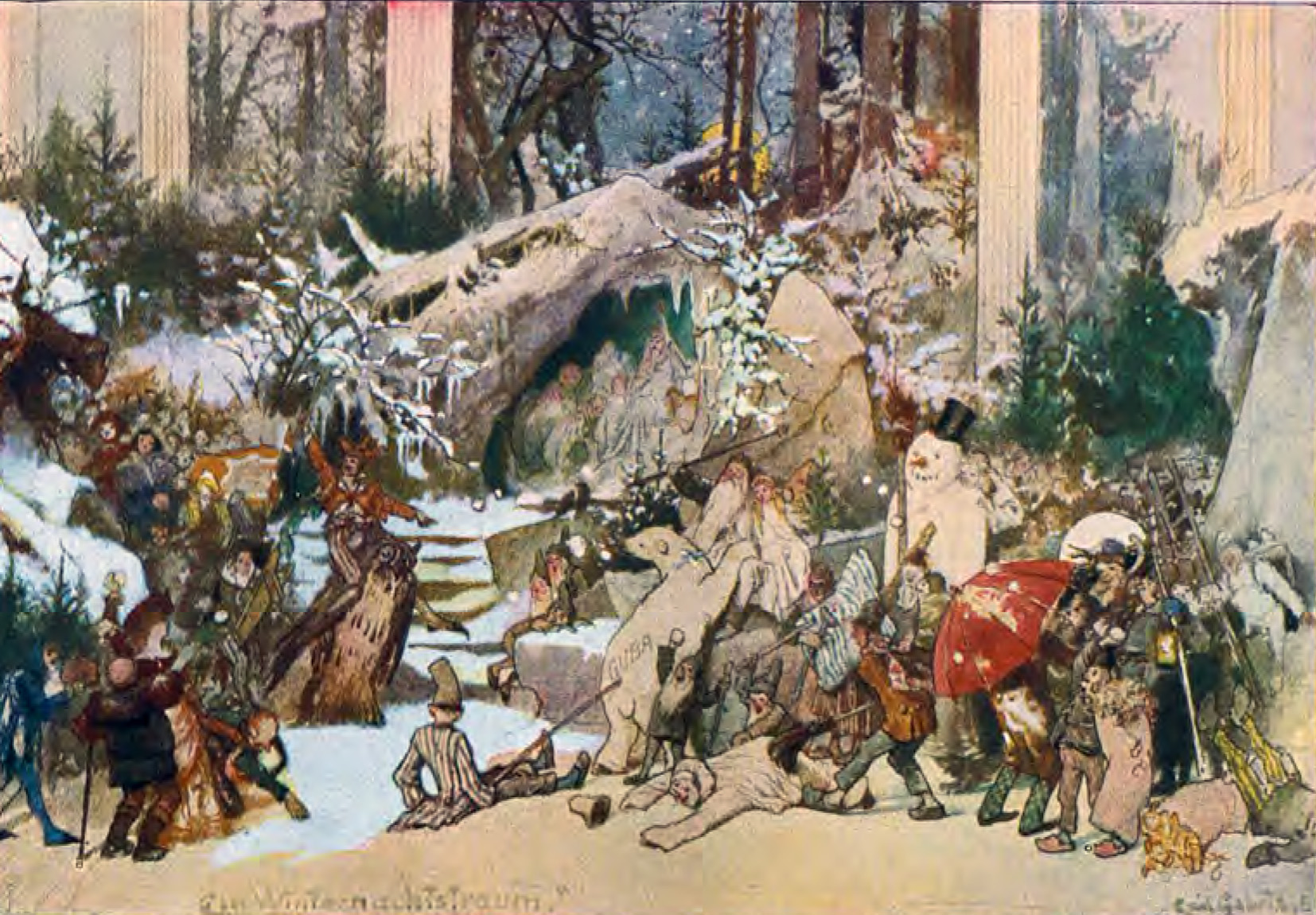
Carl Gehrts: Entwurf Ein Winternachtstraum zur Redoute 1888

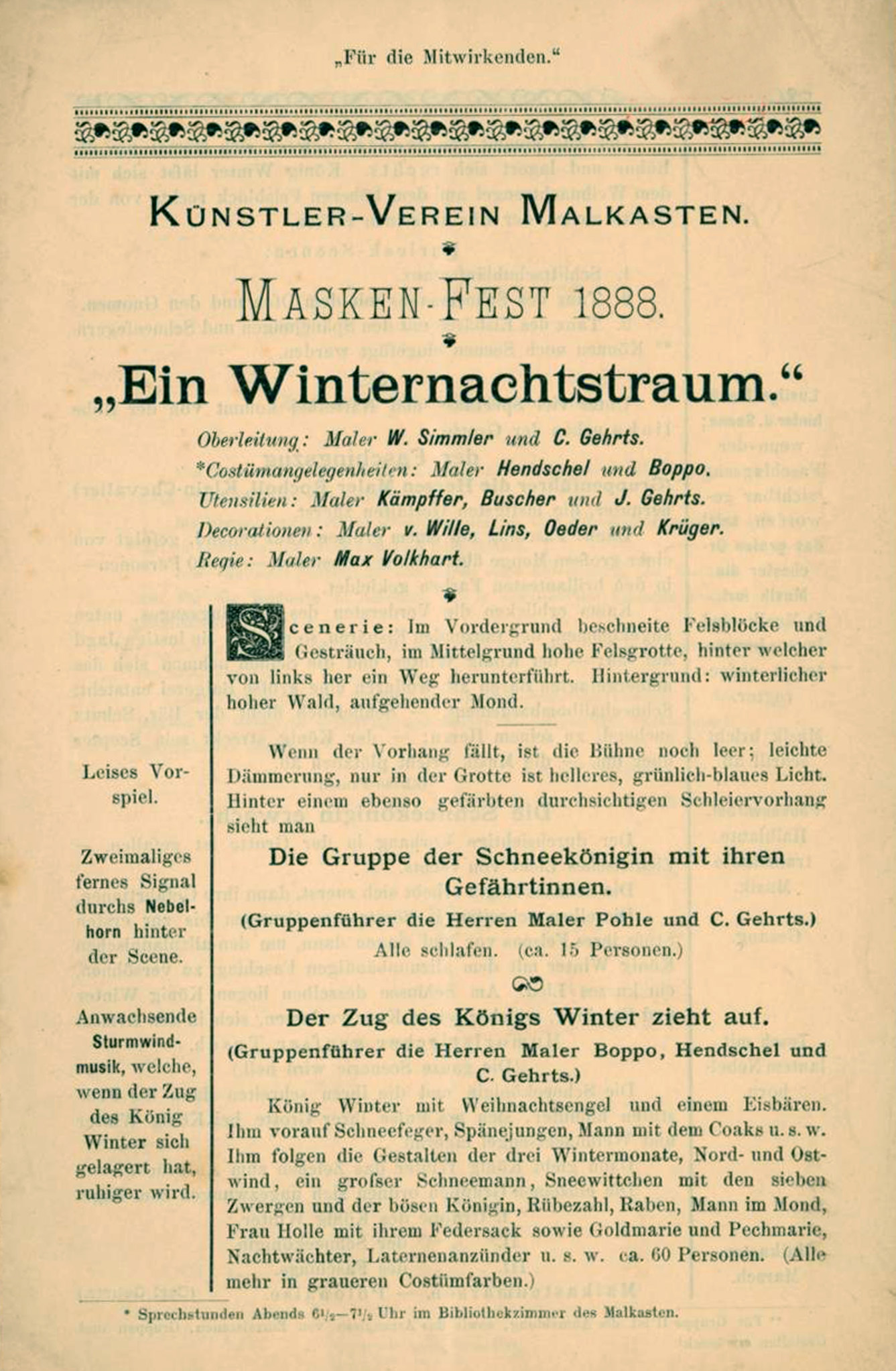
Programm zu „Ein Winternachtstraum“, Redoute des Künstlerverein Malkasten im Februar 1888

Die Malkasten-Redoute war ein jährlicher Maskenball zur Düsseldorfer Karnevalszeit im Künstlerverein Malkasten in Düsseldorf.

## Geschichte
Der Künstlerverein Malkasten (KVM) wurde im Jahr 1848 in Düsseldorf als gesellige Verbindung von Künstlern der Düsseldorfer Malerschule gegründet. Nachdem der Verein den Entschluss gefasst hatte, auch Nichtkünstler aufzunehmen, avancierten er und seine Feste schnell zu einem gesellschaftlichen Mittelpunkt der Stadt, insbesondere in den Zeiten des Düsseldorfer Karnevals. Neben dem „Erwachen des Hoppeditz“ und dem Karnevalsumzug bildete dabei das Maskenfest des KVM, die Redoute, einen Höhepunkt des alljährlichen Karnevals und das zentrale Ereignis am Karnevalssamstag. Was für Köln die Rosenmontagszüge waren, repräsentierten in Düsseldorf die Maskenbälle am Karnevalssamstag – so stellten es jedenfalls die Berichterstatter in den lokalen Zeitungen um 1900 gerne heraus. Der Malkasten-Redoute am Samstag folgten der Sonntag, an dem alle Kinder der besseren Stände kostümiert, mit Pritsche und Knarre ein sehr buntes Bild boten, dann der Montag und Dienstag mit dem maskierten Volksgetümmel in allen Straßen, das bis zum Aschermittwochmorgen anhielt. Dann klang der Karneval aus, indem die letzten, oft betrunkenen Maskenträger auf fromme Kirchgänger trafen, die das Aschenkreuz auf der Stirn trugen.
Die Stadt gehörte seit dem Vormärz zu den Zentren der demokratischen Bewegung und des Protests in Preußen. In diesem Zusammenhang stand der Karneval bei der Obrigkeit im Verdacht, von rheinischen „Musspreußen“ zu antipreußischen und revolutionären Kundgebungen genutzt zu werden. Während der Deutschen Revolution, in deren Verlauf Düsseldorfer Bürger eine revolutionäre Bürgerwehr gebildet hatten, war für die Karnevalstage im Februar 1849 daher von der Obrigkeit zunächst jeder öffentliche Aufzug vorsorglich verboten worden. Doch kurz vor Beginn des Straßenkarnevals, am 23. Januar 1849, wurde dieses Verbot wieder aufgehoben, so dass das Volksfest seinen gewohnten Verlauf nehmen konnte.
Enge personelle Verflechtungen entwickelten sich zwischen dem Düsseldorfer Karneval und der Künstlerschaft der Stadt. Am 11. November 1849 verlieh der Allgemeine Verein der Karnevalsfreunde (AVdK) die Urkunde der Ehrenmitgliedschaft an den KVM und bat diesen um Mitarbeit. Eine Verbindung der Mitglieder des Malkastens und dem ältesten Karnevalsverein von Düsseldorf, dem AVdK, gegründet 1829, bestand schon seit dem Jahr 1848, dem Gründungsjahr des KVM. Von 1846 bis 1847 war der Maler Adolph Schroedter Präsident des AVdK. Seit der Gründung im Jahr 1848 gehörte er auch dem KVM an. Ein weiteres sehr aktives Mitglied des KVM, der Maler Karl Hoff, war von 1870 bis 1872 Präsident des AVdK. Der Maler, Karikaturist und Schriftsteller Carl Maria Seyppel, ein Präsident des AVdK und des KVM, gründete 1889 das „Komitee zur Veranstaltung eines künstlerischen Rosenmontagszuges“.
Eines der ersten Maskenfeste fand im Februar 1852 unter dem Thema „Aschenbrödels Hochzeit“ im Geislerschen Saal statt, ab 1865 war der Kaisersaal am Flinger Steinweg der Veranstaltungsort. Bis 1867 besaß der KVM kein eigenes Vereinsgebäude für größere Veranstaltungen. In der Gaststätte, vorher als Beckers Gartenlokal bekannt, gab es einen großen Saal. In diesem Saal, schon damals Tonhalle genannt, lag die Zuschauerzahl im Jahre 1850 bei nahezu 1.000 Besuchern. Im Jahre 1863 erwarb die Stadt das Lokal und die Tonhalle stand bis 1914 den Maskenfesten des Malkasten am Karnevalssamstag zur Verfügung.

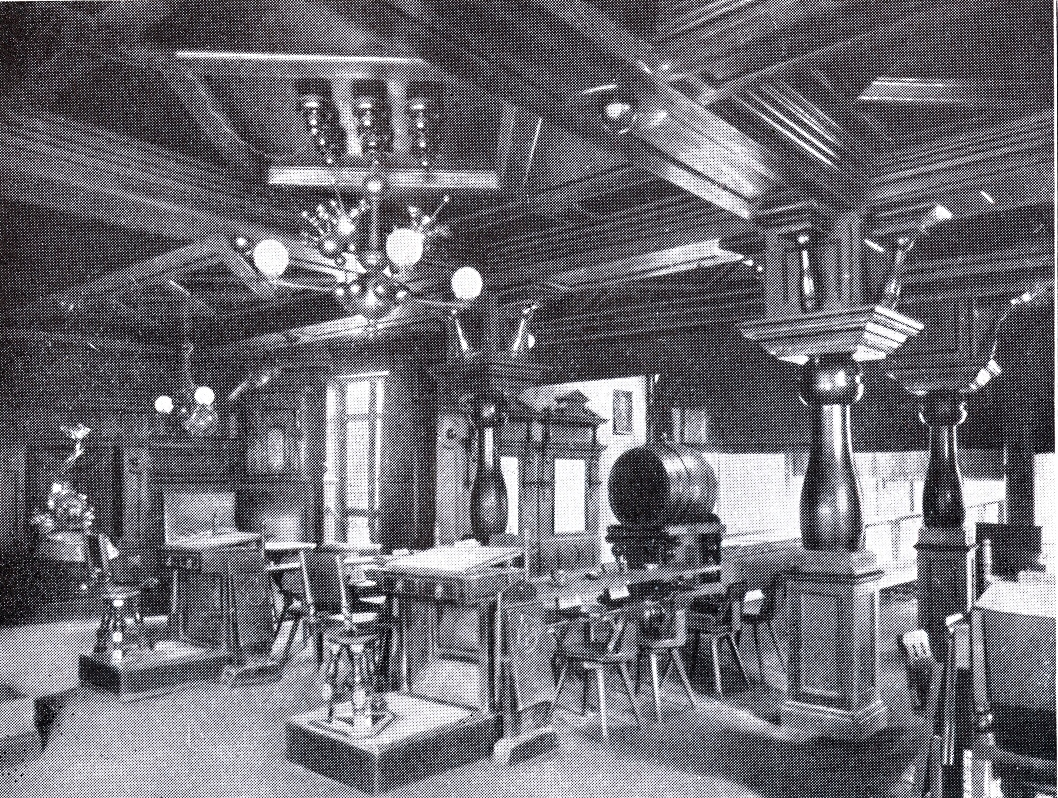
Malkasten-Kegelbahn

Die Maskenfeste des KVM waren in ihren szenischen Arrangements und dramatischen Aufführungen durch das Thema, die Ausstattung und den Ablauf des Festes bestimmt. Das Bühnenspiel konnte durch einen Festzug, an dem Mitwirkende und Zuschauer teilnahmen, entweder eingeleitet oder abgeschlossen werden. Um bei dem Zug die gewünschte Wirkung zu erzielen, war die Art des Kostüms in der Regel festgelegt. Da die Künstlerfeste – historische Festumzüge, Maskenfeste, Revue, Kabarett oder Theater –  ein großes Maß an kreativer Vorbereitung verlangten, engagierten sich die Künstler dabei besonders intensiv. Entwürfe für die Kostüme und Dekorationen der Aufführungen wurden von ihnen angefertigt. Zu „Aschenbrödels Hochzeit“ etwa hatte Wilhelm Camphausen historische Trachten entworfen, die als Vorlagebögen veröffentlicht wurden. Sie waren auch für die Kleidung der Mitwirkenden und Zuschauer, zu denen etwa Robert Schumann zählte, verbindlich. Einladungskarten, Plakat- und Handzettelankündigungen wurden ebenfalls von den Künstlern entworfen. Das eigentliche Spektakel wurde in Gemälden, später in Fotografien, dokumentiert. Vorab gab es immer eine Generalprobe. Nach der großen Malkasten-Redoute fanden die Herren ihren heiteren Schluss in der Kegelbahn.
Durch ihre Maskierung blieben die Gäste nicht auf ihre Rolle als Zuschauer beschränkt, sondern trugen wesentlich zum künstlerischen Rahmen und Erfolg der Veranstaltung bei. Mit dem Maskenspiel war meist ein einleitender oder abschließender Festzug der kostümierten Mitwirkenden und Zuschauer verbunden. Schon der Erwerb der aufwendig gestalteten Eintrittskarte erlaubte eine Einstimmung in die Atmosphäre der Veranstaltung und vermochte die Fantasie anzuregen. Das Erlebnis der Gemeinschaft in Festspiel und Festzug erlaubte es, den Festteilnehmer in das Geschehen miteinzubeziehen und in die Welt des Dargestellten zu versetzen. Im Verlauf eines Festspiels trat die Selbstironie der Künstler immer mehr hervor. Sie brach sich mit der ästhetisch gestalteten Illusion auf der Bühne und ermöglichte so den Umschwung in eine gelöste Feststimmung. So wie 1896 in „Die Narrenburg“ vor einer Dekoration von Andreas Achenbach, der den Prinzen darstellte, der Hofkanzler eine Thronrede hielt, die das Künstlerfest mit der Kunst gleichstellte.
Das recht hohe Eintrittsgeld bildete die Haupteinnahme des Malkastens, der sonst nicht hätte bestehen können. Die Mitglieder des Künstlervereins brauchten in den 1880er Jahren nur 3 Mark zu bezahlen, alle Übrigen und vor allem die vielen Fremden von auswärts bezahlten 15 bis 20 Mark Eintritt. Die Überschüsse der Karnevalsredoute kamen der Finanzierung von anderen Veranstaltungen des KVM zugute.
In der Form des Festspiels mit Festzug als integriertem Bestandteil der Karnevalsveranstaltung kamen bis zum Beginn der 1870er Jahre bei den Redouten des KVM hauptsächlich Episoden aus der Welt des Märchens zur Darstellung. Gegen Ende des 19. Jahrhunderts traten dann Themen auf, die sich mit bestimmten geschichtlichen Ereignissen in Verbindung bringen ließen, wie „Die Hussiten vor Naumburg 1432“ und „Triumph der Hansa“. Sie spiegelten auch einzelne kunsthistorisch bedeutsame Epochen wider, arrangiert um Künstlerpersönlichkeiten wie Dürer oder Rubens. Die gründerzeitliche Redoute konnte darüber hinaus auch geschichtliche Abläufe zusammenfassend wiedergeben. Die Entwicklung der Malkastenredoute stand dabei in engem Zusammenhang mit der allgemeinen Verbreitung historischer Festzüge in der zweiten Hälfte des 19. Jahrhunderts.
1878 besuchte Prinz Wilhelm, der spätere Kaiser Wilhelm II., der zu dieser Zeit in Bonn studierte, samt Gefolge die Redoute „Zigeunerfest“ im Düsseldorfer Künstlerverein Malkasten.
1999 zeigte das StadtMuseum Bonn im Ernst-Moritz-Arndt-Haus die Ausstellung Feste zur Ehre und zum Vergnügen. Künstlerfeste des 19. und frühen 20. Jahrhunderts.
Die in dieser besonderen aufwendigen Form, unter der Bezeichnung Redoute veranstalteten Karnevalsfeiern wurden bis vor dem Zweiten Weltkrieg gefeiert. Das Malkasten-Haus wurde im Krieg stark beschädigt und danach wieder aufgebaut. Der Malkasten Künstlerverein feiert nichtsdestotrotz jedes Jahr einen rauschenden „Maskenempfang“ und Aschermittwoch Hoppeditz-Beerdigung mit traditionellem Fischessen.

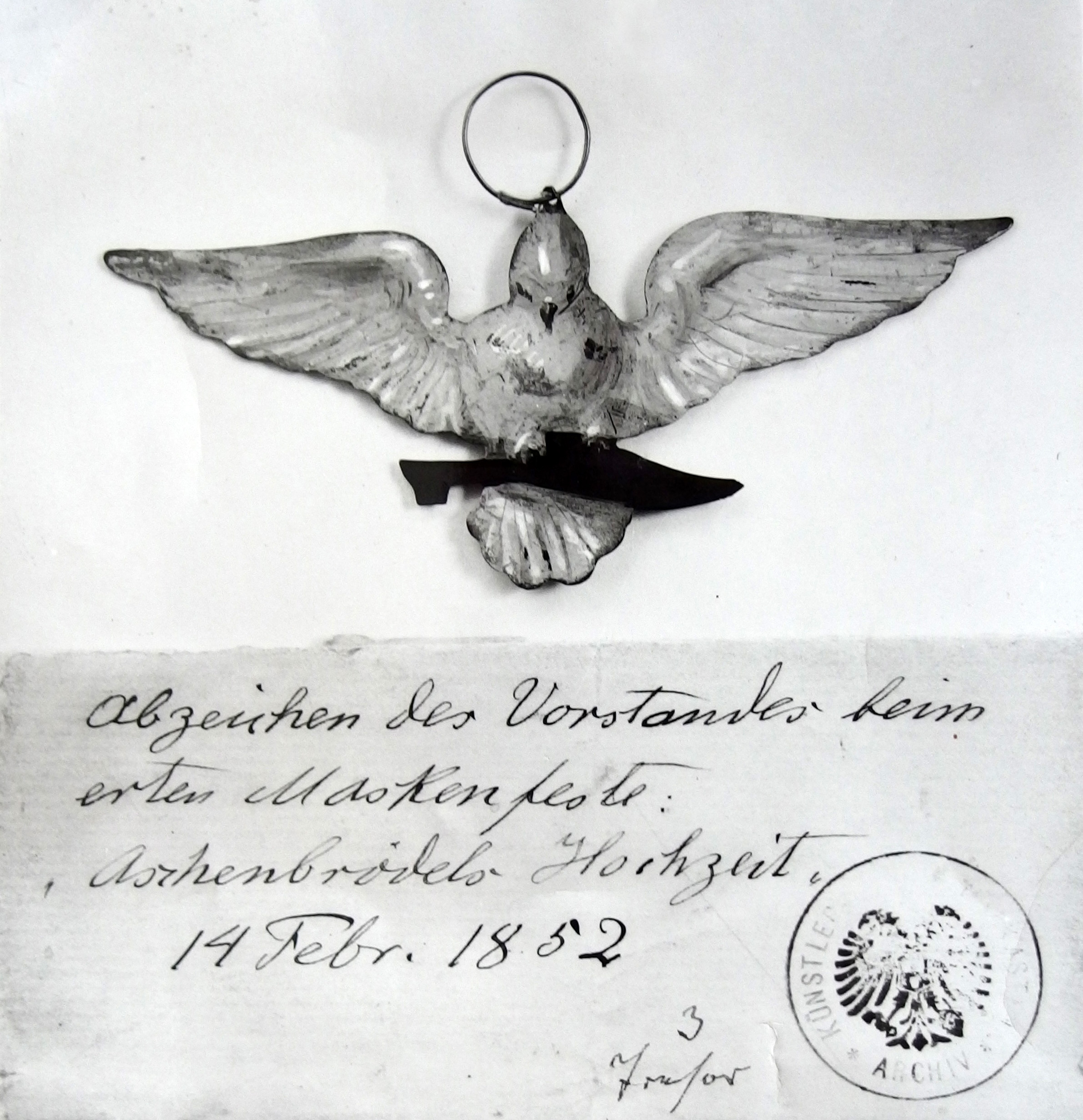
Abzeichen des Vorstands beim ersten Malkastenfest Aschenbrödels Hochzeit im Februar 1852
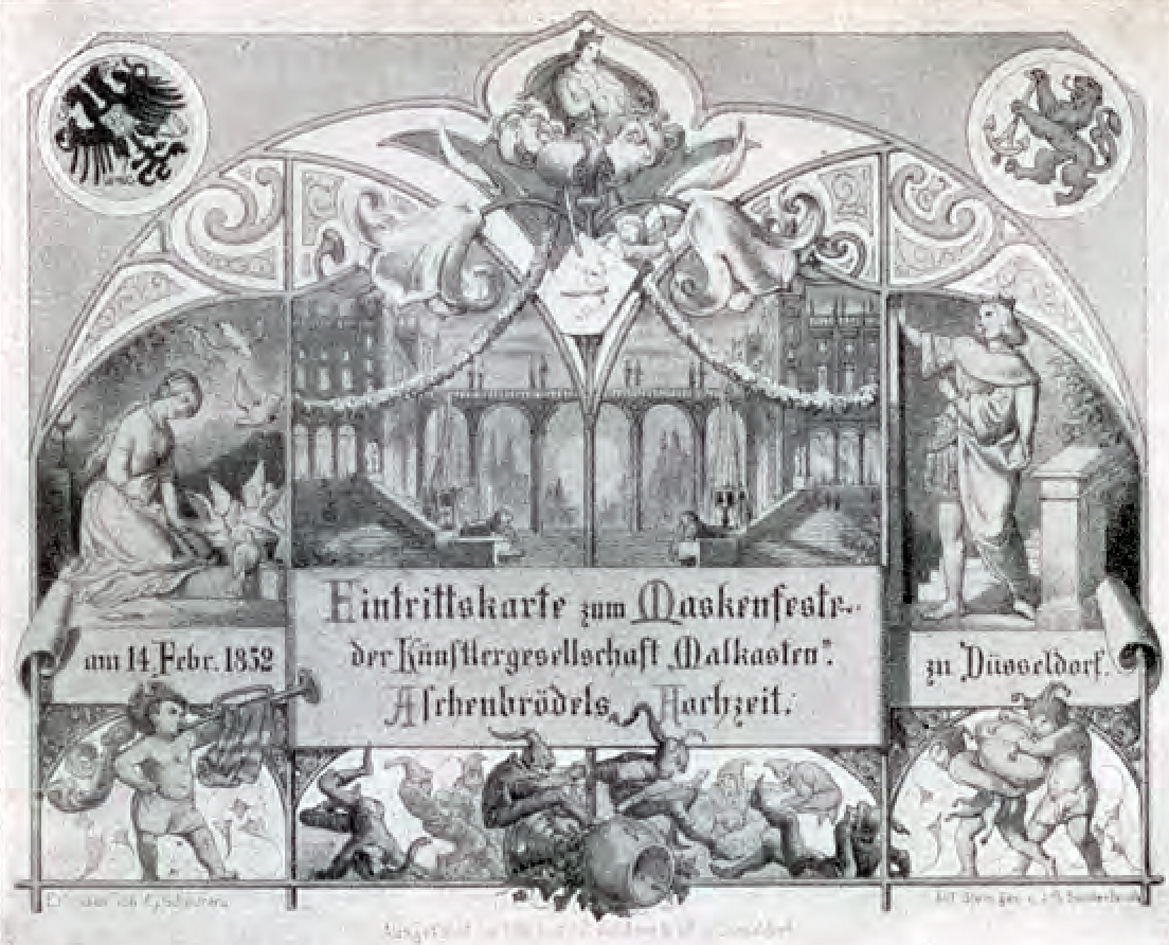
Eintrittskarte zur Redoute Aschenbrödels Hochzeit am 14. Februar 1852, von Caspar Scheuren
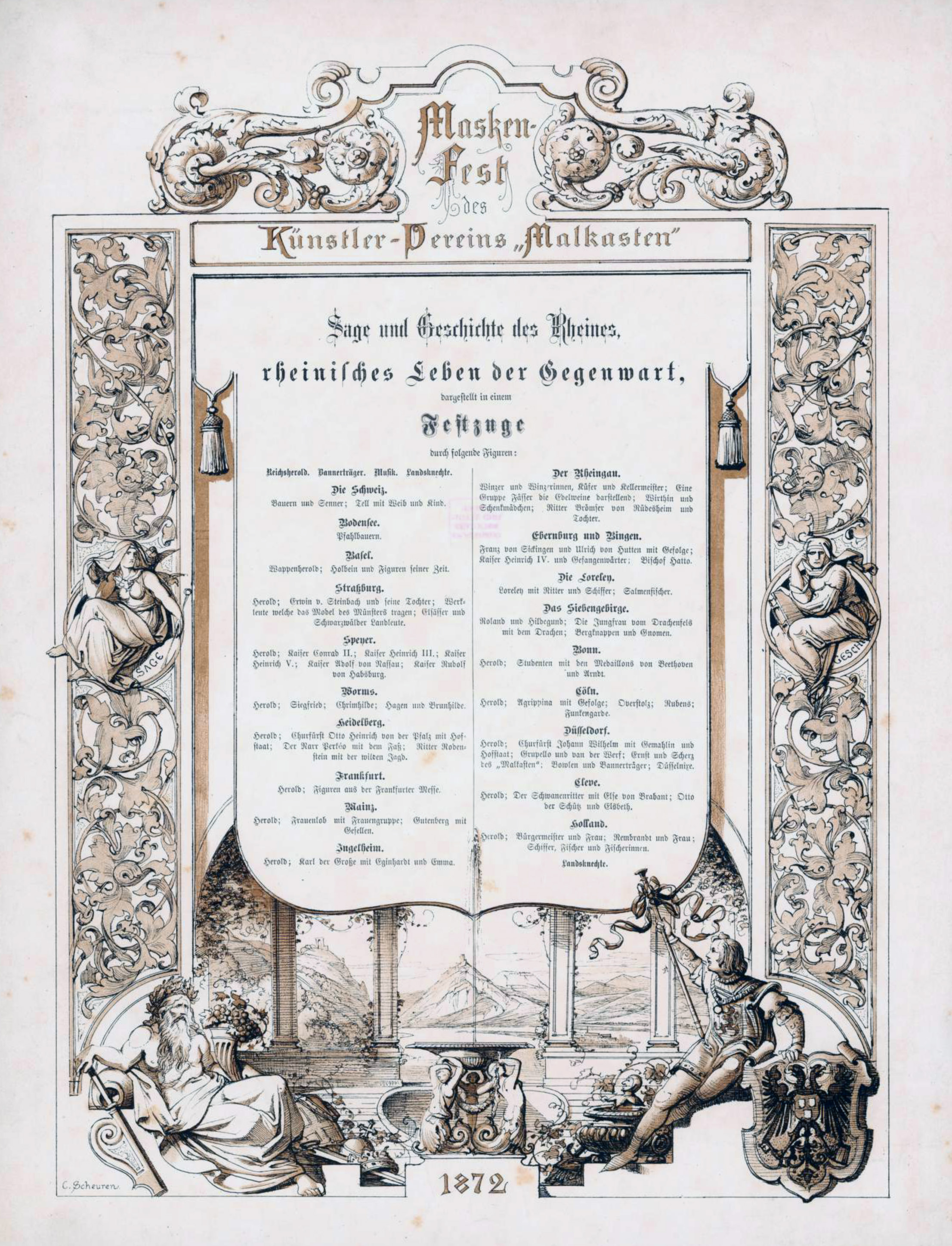
Plakat Sage und Geschichte des Rheines, zu Redoute 1872, von Caspar Scheuren
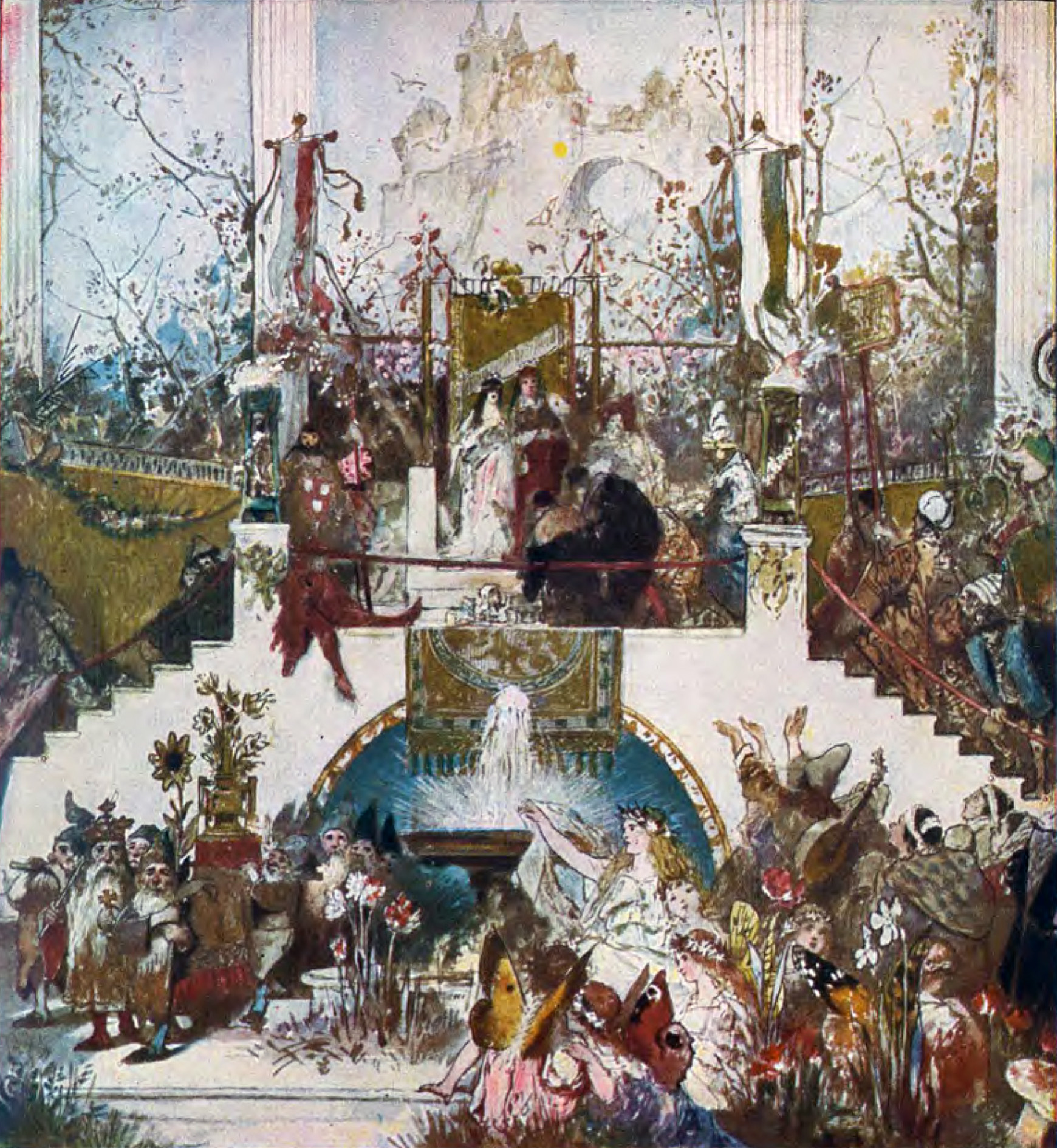
Carl Gehrts Entwurf Hochzeitsmärchen zur Redoute 1887
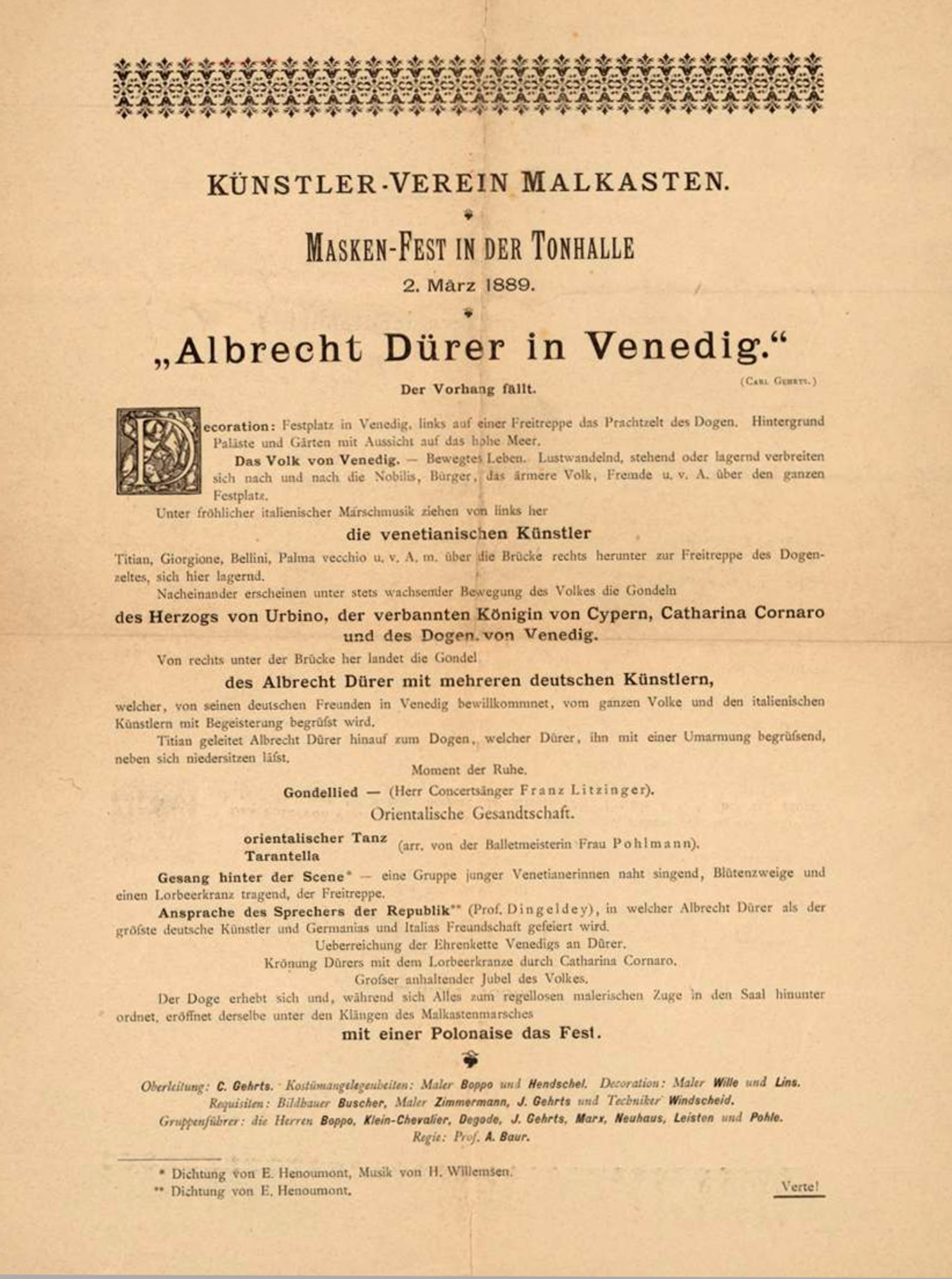
Programm zu „Albrecht Dürer in Venedig“, Redoute des Künstlerverein Malkasten im Februar 1889
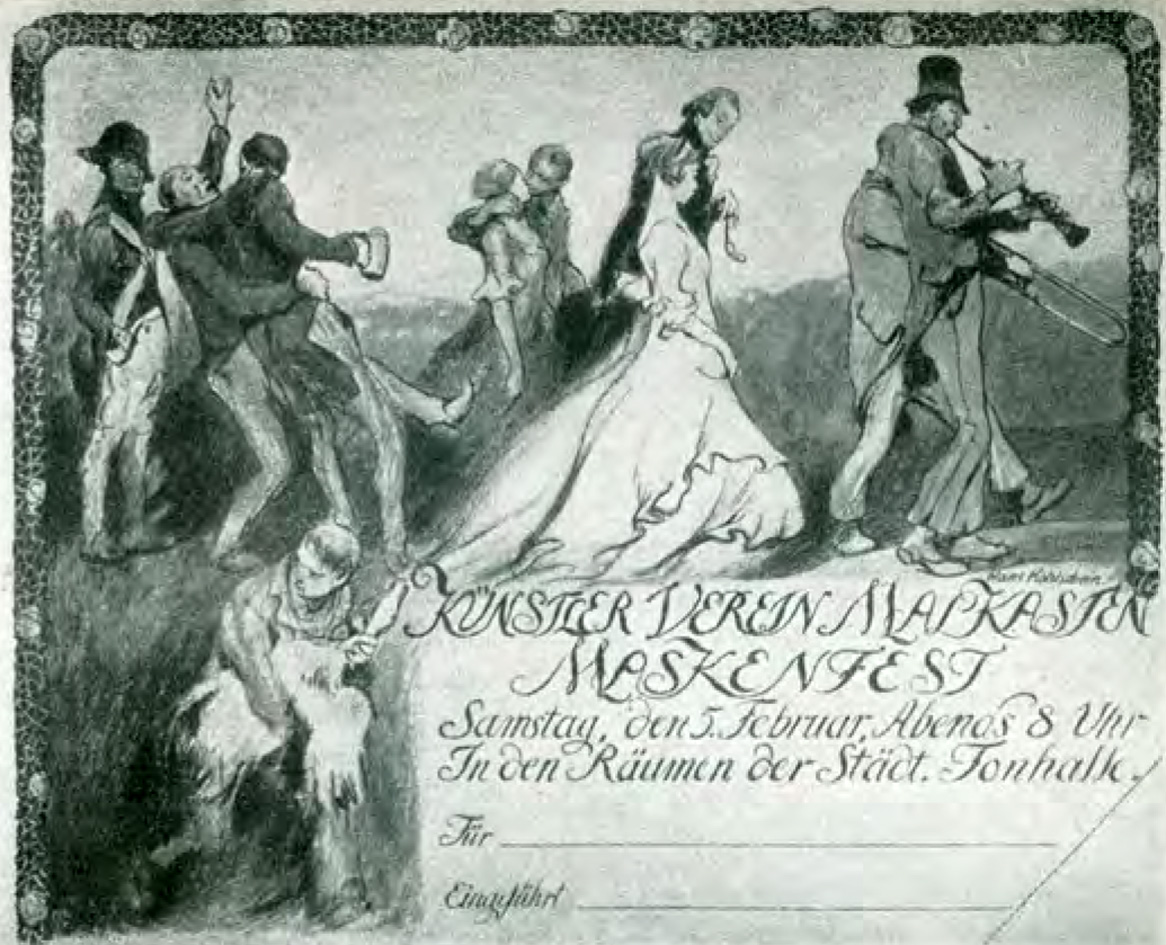
Eintrittskarte Künstlerverein Malkasten zur Redoute am 5. Februar 1910
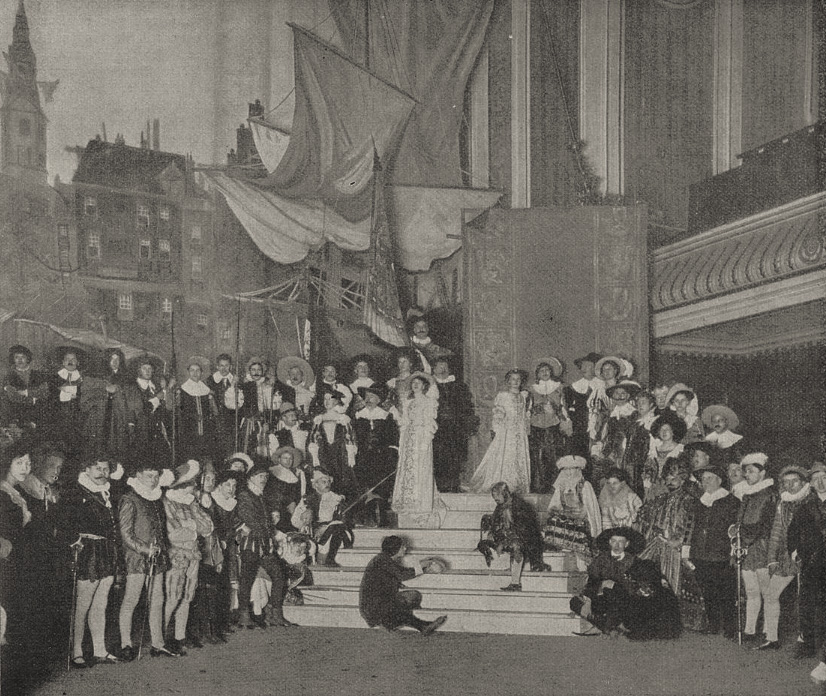
Malkasten-Redoute „Hollands Blütezeit“, 1912. Bühnenbild mit Stadtbild Amsterdam von Georg Hacker. Verfasser des Festspiels Eduard Daelen.

## Redoute des Malkasten im Karneval (Auswahl)
- 1852, 14. Februar: „Aschenbrödels Hochzeit“
- 1857, 18. und 19. Januar: „Die Narren des Grafen von der Lipp, oder der überwundene Trommelschläger“[11]
- 1867, 2. März: „Naturgeschichte der Käfer“
- 1868, 22. Februar: Redoute
- 1869, 6. Februar: „Die Narrenburg“
- 1872, 10. Februar: „Sage und Geschichte des Rheins“
- 1878, 2. März: „Zigeunerfest“
- 1879, 22. Februar: „Dornröschen“
- 1880, 7. Februar: „Triumph der Mode“
- 1881, 26. Februar: „Alt Düsseldorf“
- 1885, 14. Februar: „Malkastenkolonie am Kongo“
- 1887, 19. Februar: „Ein Hochzeitsmärchen“[12]
- 1888, 11. Februar: „Ein Winternachtstraum“; Oberleitung: Wilhelm Simmler, Carl Gehrts; Regie: Max Volkhart[13]
- 1889, 2. März: „Albrecht Dürer in Venedig“
- 1890 15. Februar: „Künstlerträume“
- 1891, 7. Februar: „Stange’s Reisegesellschaft nach Ägypten“
- 1893, 11. Februar: „Ein Fest bei Peter Paul Rubens“
- 1896, 15. Februar: „Eine Hochzeit auf dem Monde“
- 1898, 19. Februar: „Die Hussiten vor Naumburg 1432“
- 1899, 11. Februar: „Ein Blumenfest“
- 1900, 24. Februar: „Triumph der Hansa“
- 1901, 16. Februar: „Die Einholung der Jacobe von Baden“
- 1904, 13. Februar: „Die Verlobung des ... Ritters Delorsky mit Fräulein Kunigunde“
- 1914, 21. Februar: „Liebeszauber“
- 1912, 17. Februar: „Hollands Blütezeit“[14]
- 1927, 26. Februar: „Im Reiche des Buddha“
- 1931, 14. Februar: „Na Wat denn?“
- 1934, 10. Februar: „Ungeheuerliches im Malkasten“
- 1938, 26. Februar: „Düsseldorf vor 650 Jahren. …“